# ぼくら
『ぼくら』は、かつて講談社から発行されていた月刊漫画雑誌である。1954年12月創刊（1955年1月号）、1969年10月号で休刊。

## 概要
同時に創刊された雑誌は少女向けの『なかよし』。
創刊当初は『少年クラブ』との二枚看板で幾多の競合誌を相手に奮闘したが、1960年代後半の週刊漫画雑誌の台頭に抗しきれず、休刊。直後の1969年11月に『週刊ぼくらマガジン』として再出発を図った。末期の人気作品であった「タイガーマスク」は、同新雑誌の看板作品として連載を継承した。

## 主な連載作品
- ロケットくん （藤子不二雄）1956年5月号 - 1957年12月号：『宇宙少年団』として連載開始、第3回より改題。安孫子素雄担当作品。
- スーパージャイアンツ （吉田竜夫、原作：宮川一郎）1958年 - 1960年：オリジナルのストーリーであるこの連載とは別に、桑田次郎と一峰大二の作画による映画全9作の漫画化作品も掲載された。
- 少年ジェット （武内つなよし）1959年 - 1963年
- 電光オズマ （松本あきら）1961年2月号 - 1962年12月号
- よたろうくん（山根赤鬼）1963年 - 1967年「少年クラブ」休刊に伴い移籍。
- ゼロ戦特攻隊 （木村光久）1964年
- 狼少年ケン（伊東章夫、原作：東映動画）1964年6月号 - 1965年9月号
- 風のフジ丸 （久松文雄、原作：白土三平・木谷梨男）1964年 - 1965年
- スパイキャッチャーJ3（堀江卓、原作：都筑道夫）1965年 - 1966年
- ウルトラQ（原作：円谷プロダクション）1965年3月号 - 1966年7月号：オリジナルエピソードも交えた絵物語としての連載
- ばくはつ大将 （辻なおき）1967年1月号 - 12月号：テレビアニメ『ばくはつ五郎』の原作。
- カッパの三平 （水木しげる）1966年1月号 - 7月号
- ウルトラマン（一峰大二、原作：円谷プロダクション）1966年8月号 - 1967年9月号
- 快獣ブースカ （益子かつみ、原作：円谷プロダクション）1966年8月号 - 1967年12月号
- うなれ熱球 （荘司としお、原作：相良俊輔）1967年4月号 - 1969年3月号
- ウルトラセブン（一峰大二、原作：円谷プロダクション）1967年10月号 - 1968年10月号
- ちびっこ怪獣ヤダモン（永井豪、原作：うしおそうじ）1967年12月号 - 1968年7月号：1968年4月号から執筆者名を「永井ごう」表記に変更。
- かみなり坊やピッカリ・ビー（ムロタニツネ象）1967年 - 1968年
- 妖怪人間ベム（田中憲）1968年 - 1969年
- タイガーマスク（辻なおき、原作：梶原一騎）1968年1月号 - 1969年10月号→『週刊ぼくらマガジン』へ移籍
- アラーくん（永井ごう）1968年8月号 - 1969年10月号
- ジョー90（一峰大二）1969年1月号 - 1969年6月号
- ビリ犬（藤子不二雄）1969年：安孫子素雄単独作品。